# La presó de Lleida (Pahissa)
La presó de Lleida és un drama líric en un acte i cinc quadres, amb música de Jaume Pahissa sobre un text d'Adrià Gual, estrenat el 14 de març de 1899 al Teatre Principal de Barcelona, basat en la cançó popular La presó de Lleida.

## Història
Aquesta obra líric correspon als intents de creació d'una lírica catalana a partir de cançons populars del país, un tipus d'adaptacions a l'escena que el dramaturg i actor Adrià Gual havia sovintejat des de finals del segle xix, i que era molt apreciat pel públic. En el cas concret d'aquesta obra es tractaria d'una balada amb probables orígens al sud de França, coneguda a Catalunya, Itàlia i França. La temàtica és semblant a la de l'òpera Tebaldo e Isolina de Francesco Morlacchi, estrenada el 1822 al teatre La Fenice de Venècia, un dels treballs més reeixits del compositor.
La presó de Lleida es va estrenar dins els anomenats Espectacles i audicions Graner, del pintor i empresari Lluís Graner i Arrufí.
Jaume Pahisa va començar a escriure música basada en la història de la cançó popular el 1901. L'any 1905 l'Enric Morera li va encarregar la composició de la música per l'obra escrita per l'Adrià Gual, a partir de la cançó popular. No va ser fins al 1906 que va enllestir la composició, just per l'estrena al Teatre Principal.
L'escenografia i els decorats dels quadres I, II, IV i V van ser obra dels artistes Salvador Alarma i Miquel Moragas, i els del quadre II dels artistes Maurici Vilomara i Oleguer Junyent.
L'estrena va ser considerada un veritable èxit, com demostra que s'arribessin a fer fins a 66 representacions, segons el crític Francesc de Paula Curet i Payrot, segons altres fins a 126 representacions, xifra que es justificaria pensant que es va anunciar la seva representació almenys en 80 dies diferents als diaris barcelonins.
L'obra va ser editada per A. López Robert l'any 1906.
La revista Ilustració Catalana va publicar el 8 d'abril de 1906 la partitura (reducció a piano) de la Cançó dels presos.
La força dramàtica amb la qual es va crear La presó de Lleida va fer possible que, a partir d'ella, el compositor va desenvolupar una versió operística, amb el títol de La princesa Margarida, estrenada al Gran Teatre del Liceu l'any 1928.

## Argument
Lloc: Lleida
Època: Indefinida
L'argument està plenament basat en la cançó popular homònima.
Margarida és la filla d'un baró i neta del rei d'Hongria. Està enamorada d'un pastor, que ha estat empresonat per les cremes produïdes a la Garriga, el Conflent i el Rosselló. L'acció comença amb els presoners cantant amb enyorança al camp de Tarragona i recordant els robatoris que han fet, tret d'un jove pastor, que roman pesarós mentre mira per les reixes de la presó, i que acaba explicant que ell és innocent, que res no ha fet i que ha estat empresonat quan anava a veure la princesa Margarida, de la qual està enamorat.
La Margarida el sent cantar, mentre passeja amb la seva dama de companyia, i reconeix la veu del pastor. Margarida decideix aleshores demanar al seu pare el perdó pel seu estimat pastor. El pare no cedeix a les demandes de sa filla, seguint les propostes dels seus consellers, i signa les condemnes a mort de tots els revoltats, àdhuc el pastor. Els penjaran el següent dissabte.
Margarida es vesteix de noi, i es barreja amb els presoners, sent llavors ajusticiada juntament amb tots ells.
Al darrer quadre, el pare reconeix la Margarida al post on penja el seu cos. Desesperat llança la seva corona per terra i plora, envoltat dels seus servents.